# Koronakamera

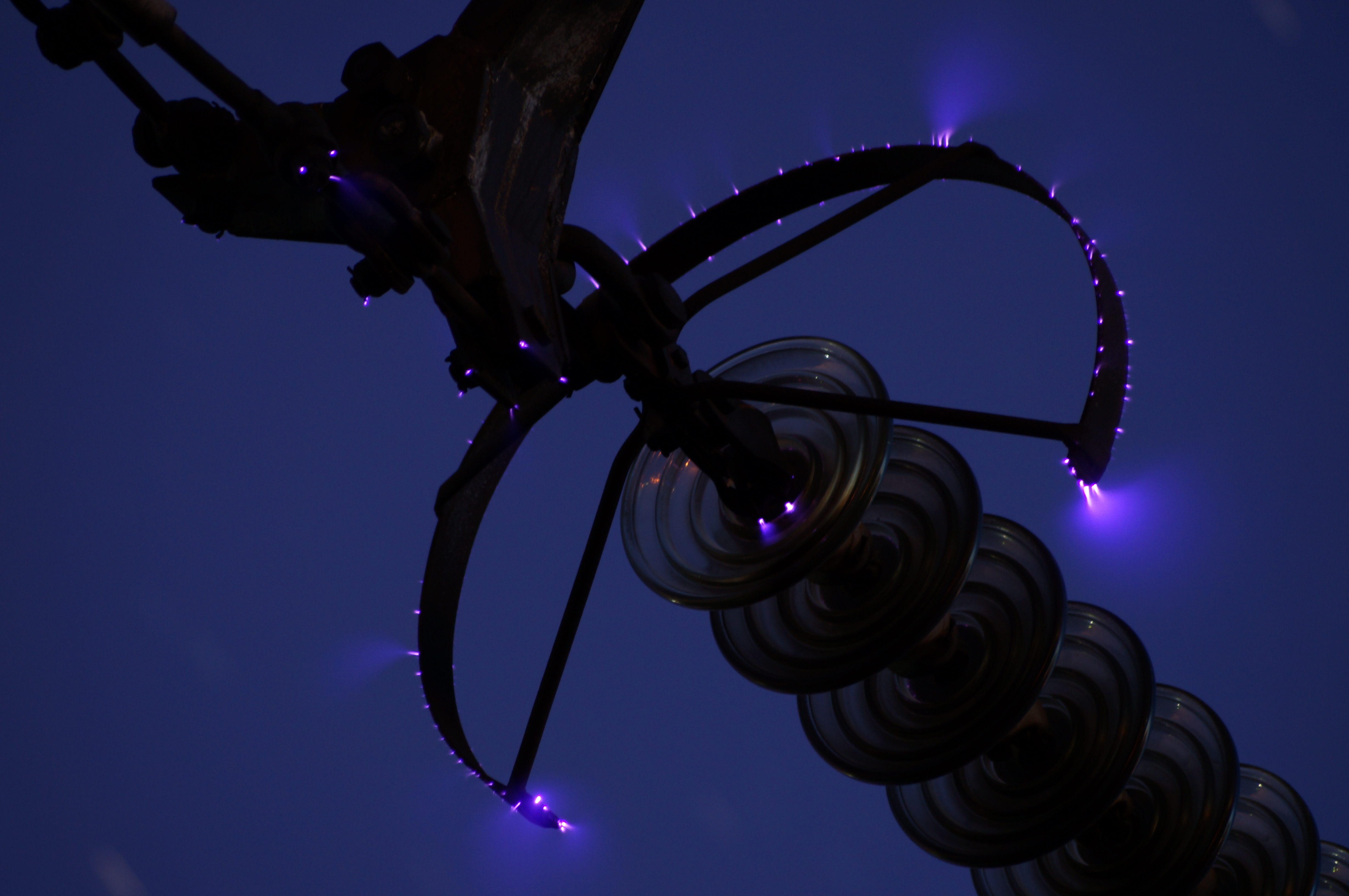
Aufnahme einer Teilentladung an einem Koronaring an einer mit 500 kV betriebenen Hochspannungsleitung

Eine Koronakamera stellt Koronaentladungen, die bei Hochspannung auftreten können, in einem Videobild dar, durch das Verfahren der Kirlianfotografie.
Es handelt sich um eine spezielle Videokamera, die einen zusätzlichen UV-empfindlichen Bildsensor enthält, um die starken UV-Emissionen der Entladungen aufzufangen. Dieses UV-Kamerasignal wird elektronisch in das normale Videosignal eingeblendet, so dass die Entladungen im Bild zu sehen sind. Die Wellenlängen von Koronaentladungen liegen im Bereich von 230 bis 450 nm. Mit Filtern, die im Bereich von 240 bis 280 nm durchlässig sind, kann mit Koronakameras bei Tageslicht gearbeitet werden, da in diesem Bereich die Ozonschicht das UV-Licht der Sonne ausfiltert.
Koronakameras können beispielsweise zur Überprüfung von Hochspannungsleitungen eingesetzt werden.